# ذهني الوحيدي
ذهني يوسف حسن الوحيدي (وُلد في 6 يونيو 1943 في غزة – تُوفي في 28 ديسمبر 2012 في غزة ) طبيب فلسطيني، شغل منصب وزير وزارة الصحة الفلسطينية في الحكومة الفلسطينية التاسعة برئاسة أحمد قريع.

## حياته
تلقى الوحيدي تعليمه المدرسي في مدينة غزة، وحصل على شهادة الدراسة الثانوية العامة في عام 1962. التحق بكلية الطب في جامعة أسيوط وحصل منها على درجة البكالوريوس في الطب عام 1969. حصل على درجة الماجستير من جامعة الإسكندرية عام 1982.
كان أمين سر مكتب حركة فتح للأطباء، وعضوًأ في المجلس الأعلى الطبي الفلسطيني، ونقيبًا للأطباء.
في 16 يناير 2004، شكل الرئيس الفلسطيني ياسر عرفات مجلس أمناء جامعة الأزهر في غزة وعينه عضوًا فيه.
عمل بين 24 فبراير 2005 حتى 27 مارس 2006 وزيرًا للصحة ضمن حكومة أحمد قريع الثالثة.